# Gallarate
Gallarate er en by og kommune i Lombardiet, i provinsen Varese, i det nordlige Italien. I december 2010 var der i alt 51.668 indbyggere.

## Beliggenhed
Byen ligger 19 km syd for Varese. Gennem byen flyder floden Arnetta. Distrikter i kommunen er: Arnate, Cajello, Cascinetta, Cedrate, Crenna, Madonna in Campagna, Moriggia, Ronchi og Sciare. De omkringliggende kommuner er: Arsago Seprio, Besnate, Busto Arsizio, Cardano al Campo, Casorate Sempione, Cassano Magnago, Cavaria Con Premezzo og Samarate.
Milano Malpensa Lufthavn ligger omkring 5 km vest for byen, hvor også mange af kommunens indbyggere er beskæftiget.